# Jing Zhang
Pour les articles homonymes, voir Zhang.
Jing Zhang est une pongiste d'origine chinoise à la nationalité française.
C'est la numéro 23 française au classement de la FFTT en septembre 2011.

## Palmarès
Elle a gagné trois fois le Critérium fédéral national 1, une fois finaliste et deux fois demi-finaliste.

## Équipe
Pour la saison 2011-2012 elle joue dans l'équipe du TT Joué-lès-Tours, club qui évolue en Pro A dames. Ses coéquipières sont alors :

- Alexandra Chirametli ;
- Elisabeth Gladieux ;
- Sabrina Fernandes ;
- Céline Grandvillain-fily ;
- Océane Ebner.